# Svartörad taggstjärt
Svartörad taggstjärt (Synallaxis candei) är en fågel i familjen ugnfåglar inom ordningen tättingar.

## Utseende och läte
Svartörad taggstjärt är en vackert och tydligt tecknad taggstjärt. Fjäderdräkten är omisskännlig, med roströd kropp, grå hjässa, kontrasterande svart på ansikte och strupe, vit buk och tydliga vita "mustaschstreck". Sången består av ett högljutt "pa, PEE", "pa, PEE-PEe", ibland med fler "pee".

## Utbredning och systematik
Svartörad taggstjärt delas in i tre underarter med följande utbredning:
- Synallaxis candei candei – förekommer vid torra karibiska stränder i norra Colombia och västra Venezuela
- Synallaxis candei atrigularis – förekommer i norra Colombia (Magdalena Valley)
- Synallaxis candei venezuelensis – förekommer i nordöstra Colombia (Guajirahalvön) och torra nordvästra Venezuela

## Levnadssätt
Svartörad taggstjärt hittas i ökenartade buskmarker och mycket torra skogsbryn. Den ses vanligen enstaka eller i par, aktivt födosökande. Fågeln är ofta inte så svår att få syn på och är därtill mycket ljudlig.

## Status och hot
Arten har ett stort utbredningsområde, men tros minska i antal, dock inte tillräckligt kraftigt för att den ska betraktas som hotad. Internationella naturvårdsunionen IUCN listar arten som livskraftig (LC).